# Clarisia racemosa
Clarisia racemosa é um planta pertencente à família Moraceae de nome popular Guariúba que pode chegar até 40 metros de altura. Na parte externa a sua casca é de cor castanho-escura a acinzentada enquanto internamente é vermelha.
Não é endêmica do Brasil, com domínio fitogeográficos na Amazônia e na Mata Atlântica. 
Sua madeira é utilizada na serraria e para laminados e postes, apresentando uma densidade de média a alta com densidade básica da madeira na base do tronco semelhante do topo do tronco.
Seus frutos  apresentaram em média o comprimento de 33,29 mm e o peso de 6,712 g. As sementes possuem em média o comprimento de 24,61 mm, o peso de 2,83 g e número de sementes por kg de 409,80.

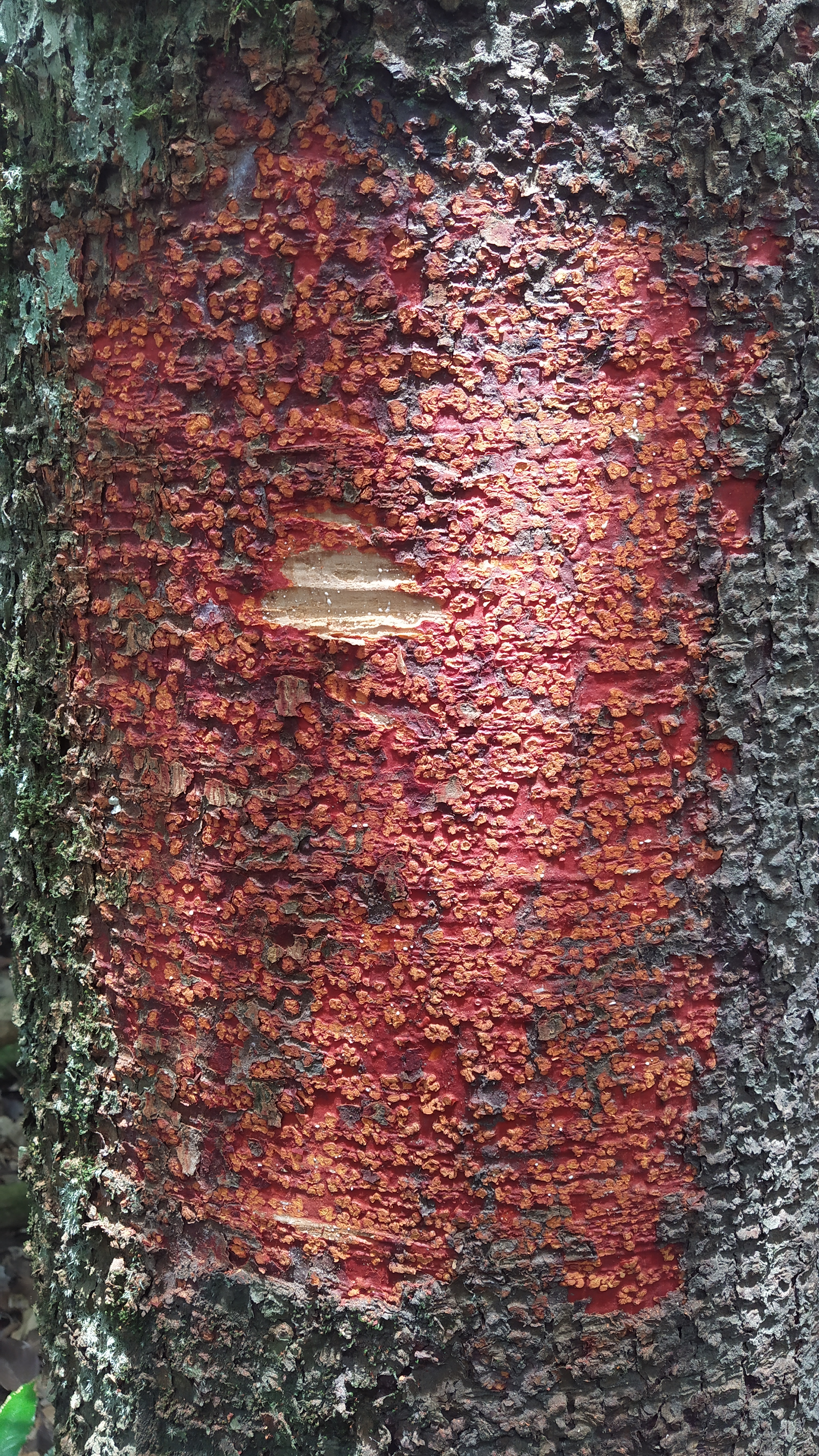
Detalhe de caule de Clarisia racemosa